# Multibeton

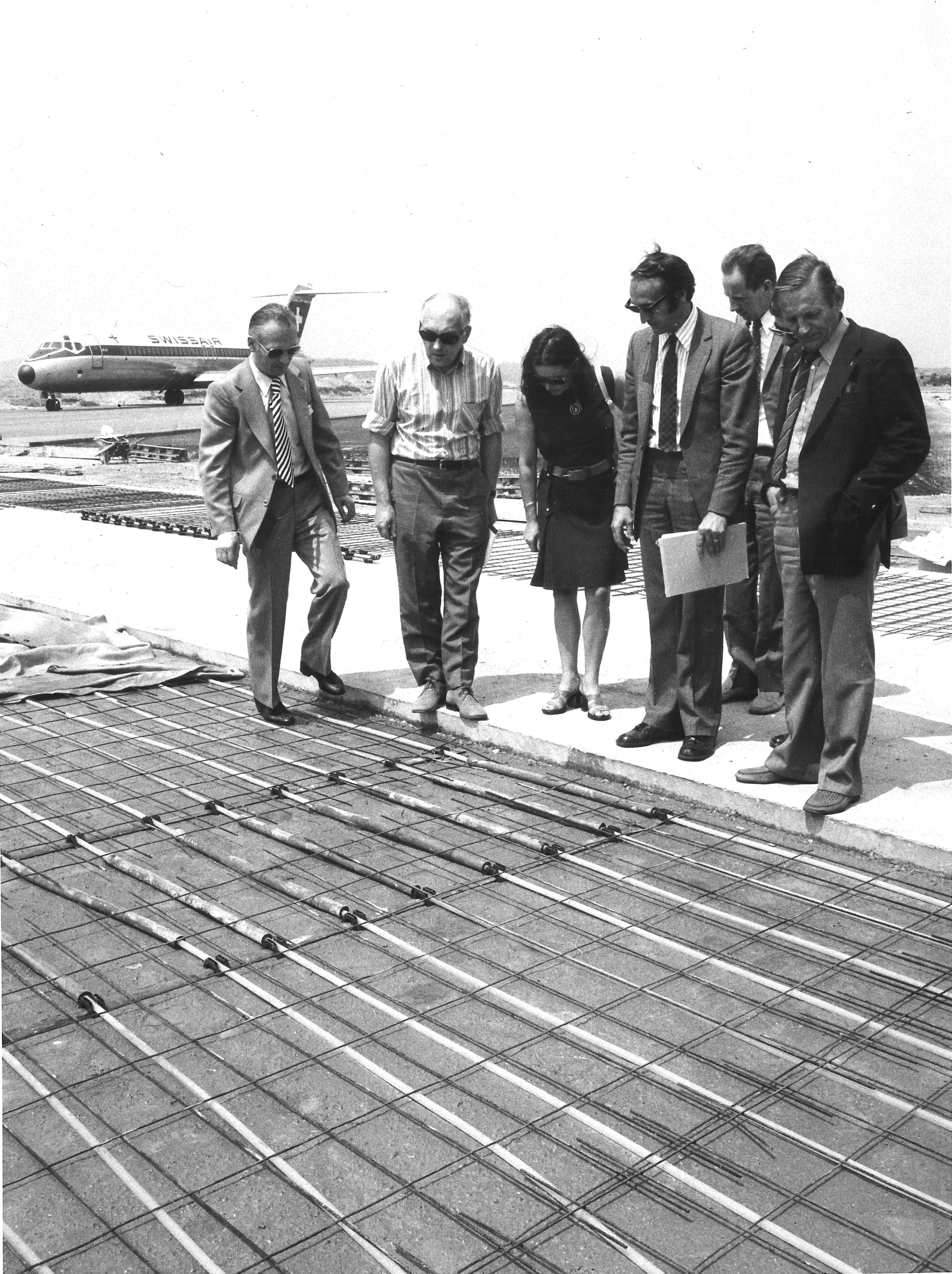
Einbau der Multibeton-Freiflächenheizung auf dem Flughafen Zürich-Kloten, 1972

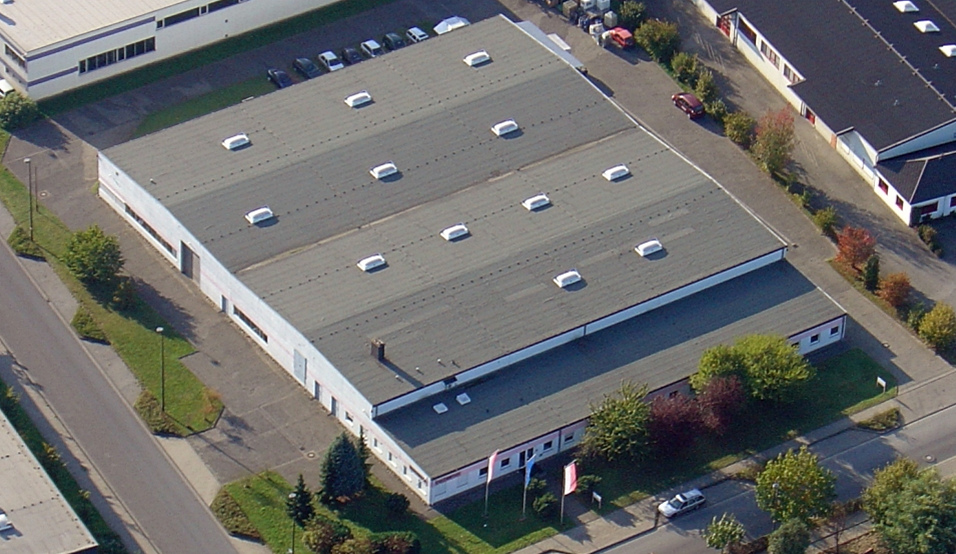
Multibeton-Werk in Troisdorf-Spich, Stand 2000.

Die Multibeton GmbH ist ein Hersteller mit Sitz in Troisdorf und gilt als Erfinder der modernen Fußbodenheizung in Großserie.

## Geschichte
Ursprünglich Produzent im Bereich der Betonchemie und von Estrichzusatzmitteln, ist das Unternehmen der Pionier der modernen Fußbodenheizung in Großserie. Ab dem Jahr 1964 wurde die Multibeton-Fußboden- und Flächenheizung in Theorie, Planung, Material und Bautechnik entwickelt. Im Jahr 1967 wurde die erste Multibeton-Fußbodenheizung – und damit die erste Fußbodenheizung mit Kunststoffrohr überhaupt – eingebaut. 1970 wurden die Standorte Kürten-Eichhof (Entwicklung), Bahnhof Obersteeg (Produktion der Estrichzusatzmittel) und Köln (Verwaltung) im Bergisch Gladbacher Ortsteil Lochermühle zusammengelegt, den Vertrieb übernahm VMH-Multibeton mit Sitz in Leverkusen. 1971 erfolgte die öffentliche Vorstellung, zeitgleich als Fußbodenheizung, Wandheizung und Deckenheizung. In einem Bericht der Europäischen Wirtschaftsgemeinschaft wurde 1980 festgehalten, dass die Firma Multibeton das größte Unternehmen in diesem Fachbereich in Europa sei. 1980 wurde auch der Vertrieb durch die Zentrale in Bergisch Gladbach übernommen. 1990 wurde das Unternehmen nach Troisdorf verlegt.
Das Vertriebsgebiet erstreckt sich (2024) von Europa über Nordafrika bis Nordamerika.
Neben der Flächenheizung und -kühlung in Gebäuden wurden auch Systeme zur Freiflächenheizung, auch in Asphalt, und für Sonderanwendungen entwickelt.
Ab 1975 gehörten auch thermische Solaranlagen unter dem Schlagwort Sonnenhaus zum Angebot, seit 2023 werden auch Photovoltaikanlagen angeboten. 

## Trivia
Im „Handbuch Jugend und Musik“ steht der Begriff „Multibeton Hauptverwaltung“ in Leverkusen im Jahr 1979 symbolisch für die „völlig verdichtete Stadt“, in der es „keine Nischen mehr gibt“, wobei Beton tatsächlich nicht zum Produktspektrum gehört.